# 秦皇岛山海关机场
秦皇岛山海关机场是一个位于中国河北省秦皇岛市的军用机场。九一三事件中林彪专机就从这里起飞。1985年4月15日起，开通民航航线，成为军民合用机场。2016年3月31日，位于昌黎县境内的民用秦皇岛北戴河机场投入使用，山海关机场的民航班机全部转场至北戴河机场，而山海关机场完全转交给军方，由军民合用机场转型为纯军用机场。